# Худжандский троллейбус
Худжандский троллейбус — троллейбусная система в Таджикистане, действовавшая на территории городов Худжанд, Гафуров и Чкаловск. Открыта в 1970 году, движение окончательно прекращено в 2010 году.

## 1969-1991 гг.
Сооружение троллейбусного хозяйства в городе Ленинабаде (Худжанде) началось в конце 1960-х гг для связи исторического центра города с новыми микрорайонами на правом берегу Сырдарьи. 15 октября 1969 г. запущено пробное движение троллейбусов на обкатку, а в ноябре того же года введено в эксплуатацию депо на 100 машиномест в 32 микрорайоне, как и в соседнем Алмалыке построенное по типовому проекту для городов РСФСР. Пусконаладочные работы продолжались более 12 месяцев, наконец 3 ноября 1970 г. началось регулярное троллейбусное движение по маршрутам с пассажирами. 
Изначально троллейбусная сеть расширялась в пределах города Худжанда, последовательно открыты линии к 8 и 12 микрорайонам, на Панчшанбе, з-ду "Торгмаш" (мкр. Пахтакор). По состоянию на 1987 г. перевозки осуществлялись по 9 маршрутам.

## 1991-2010 гг.
К 1990 г. предпринимались попытки развернуть строительство пригородной ж.д. линии к транзитному ж.д. вокзалу в соседнем городе Гафурове, на этой трассе существовало два переезда в одном уровне с ж.д. линиями, для преодоления которых в союзные времена требовалось дорогостоящее строительство путепровода. После 1991 г. интенсивность ж.д. сообщения стала минимальной и необходимости в путепроводе больше не было. В 1998 г. междугороднюю линию достроили и ввели в эксплуатацию до г. Гафуров, а в 1999 году продлили к привокзальной площади пассажирской железнодорожной станции Гафуров, протяжённость нового участка достигла 9 км. На конечную у вокзала перенаправили дополнительные маршруты, в результате этого на короткий период их число в сети превысило 11. Однако к открытию последней новой междугородней линии инфраструктура в самом Худжанде уже стала приходить в упадок, после прекращения действия союзной экономики подвижной состав, спецчасти для контактной сети и оборудование для тяговых подстанций больше не импортировались из России. В этих условиях интенсивность троллейбусного сообщения устойчиво сокращалась. Несмотря на то, что в 1990-х годах был налажен капитальный ремонт троллейбусов на Чкаловском авиаремонтном заводе, и Худжанду удалось там отремонтировать несколько троллейбусов, к 2006 г. парк техники сократился с 79 до 31 машины, а к 2008 году — до 28 троллейбусов (из которых эксплуатировались только 15). В 2000-е гг. на предприятии стали периодически возникать и становиться длительными отключения электроэнергии за долги, так движения не было продолжительное время в начале 2007 года. 15 мая 2008 года троллейбусное движение приостановилось сразу на 13 месяцев (за этот период в центральной части Худжанда через трассу следования троллейбусов возводили два подземных пешеходных перехода). 17 августа 2009 г. движение троллейбусов возобновилось по двум маршрутам от депо до ж.д. ст. Гафуров и осуществлялось на протяжении 13 месяцев, пока в сентябре 2010 года одна из тяговых подстанций окончательно не вышла из строя. По состоянию на апрель 2011 г. на территории депо в ожидании разрешения ситуации ещё простаивали около 7 троллейбусов в исправном состоянии (и ещё столько же не пригодных к эксплуатации). К 2012 г. на территории депо уже был организован непрофильный бизнес по производству кирпичей, и оно окончательно перестало быть транспортным предприятием. 
Наконец, в апреле 2013 года мэрия Худжанта официально объявила троллейбусную систему закрытой.

## Маршруты
В последний период работы Худжантского троллейбуса с 17 августа 2009 г. по сентябрь 2010 г. перевозки осуществлялись по 2 маршрутам, на большей части трассы они дублировали друг друга (только в микрорайонах троллейбусы расходились и следовали кольцевым движением по взаимнообратным трассам).
Ежедневный выпуск составлял 1-2 машины, троллейбусы могли перемещаться с маршрута на маршрут.
| Список маршрутов в последний период работы с 17 августа 2009г. по сентябрь 2010 г. | Список маршрутов в последний период работы с 17 августа 2009г. по сентябрь 2010 г. | Список маршрутов в последний период работы с 17 августа 2009г. по сентябрь 2010 г. | Список маршрутов в последний период работы с 17 августа 2009г. по сентябрь 2010 г. |
| №                                                                                  | Маршрут                                                                            | Примечание                                                                         |                                                                                    |
| ---------------------------------------------------------------------------------- | ---------------------------------------------------------------------------------- | ---------------------------------------------------------------------------------- | ---------------------------------------------------------------------------------- |
| 1                                                                                  | 34 микрорайон — ж.д. ст. Гафуров                                                   | против часовой стрелки в микрорайонах                                              |                                                                                    |
| 2                                                                                  | 34 микрорайон — Пахтакор                                                           | закрыт                                                                             |                                                                                    |
| 3                                                                                  | Пахтакор — ул. Гагарина                                                            | закрыт                                                                             |                                                                                    |
| 4                                                                                  | 34 Микрорайон — ул. Гагарина                                                       | закрыт                                                                             |                                                                                    |
| 5                                                                                  | 34 Микрорайон — Пахтакор                                                           | закрыт                                                                             |                                                                                    |
| 6                                                                                  | 8 Микрорайон — ул. Гагарина                                                        | закрыт                                                                             |                                                                                    |
| 7                                                                                  | Пахтакор — ж.д. ст. Гафуров                                                        | закрыт                                                                             |                                                                                    |
| 8                                                                                  | Пахтакор — ул. Гагарина                                                            | закрыт                                                                             |                                                                                    |
| 9                                                                                  | 8 Микрорайон — 34 микрорайон                                                       | закрыт                                                                             |                                                                                    |
| 10                                                                                 | 34 микрорайон — ж.д. ст. Гафуров                                                   | по часовой стрелке в микрорайонах                                                  |                                                                                    |
| 11                                                                                 | 8 Микрорайон — ж.д. ст. Гафуров                                                    | закрыт                                                                             |                                                                                    |
| б/н                                                                                | Панчшанбе — ж.д. ст. Гафуров                                                       | закрыт                                                                             |                                                                                    |

## Подвижной состав
На момент окончательного прекращения движения парк троллейбусов был представлен следующими машинами.
| Модель  | Пригодные к эксплуатации и ремонтопригодные                     | Списанные и разукомплектованные                                 |
| ------- | --------------------------------------------------------------- | --------------------------------------------------------------- |
| ЗиУ-682 | 144, 145, 162, 163, 166, 167, 169, 170, 171, 176, 177, 178, 179 | 111, 120, 129, 135, 142, 161, 164, 165, 168, 172, 173, 174, 175 |

Изношенность парка троллейбусов составляет 100 %, средний возраст машин превышает 15 лет.